# Daniel Harvie
Daniel Harvie (* 14. Juli 1998 in Drumchapel, Glasgow) ist ein schottischer Fußballspieler, der bei Milton Keynes Dons unter Vertrag steht.

## Karriere

### Verein
Daniel Harvie wurde im Jahr 1998 in Drumchapel, einem Stadtbezirk von Glasgow, geboren. Er begann seine Karriere als Zehnjähriger in der Jugend des FC Aberdeen. Für die Profimannschaft der Dons debütierte Harvie im März 2016 im Alter von 17 Jahren gegen Partick Thistle, als er in der Nachspielzeit für Barry Robson eingewechselt wurde. Zwei Monate später, am letzten Spieltag der Saison 2015/16 wurde er von Trainer Derek McInnes ein weiteres Mal eingewechselt. Im August 2016 wurde der nun 18-Jährige an den schottischen Zweitligisten FC Dumbarton verliehen. Im Jahr 2018 wechselte er zu Ayr United.

### Nationalmannschaft
Daniel Harvie begann seine Karriere in der Nationalmannschaft von Schottland in der U-15-Altersklasse. Im März 2013 debütierte er dabei gegen Deutschland. Es folgten im gleichen Jahr zwei weitere Einsätze gegen Russland und Polen. Von 2013 bis 2014 spielte Harvie zweimal in der schottischen U-16 gegen England und Norwegen. Im Jahr 2015 war der linke Außenverteidiger sechsmal in der U-17 aktiv. Drei Spiele davon absolvierte er während der Europameisterschaft in Bulgarien im Mai 2015. Im März 2016 debütierte Harvie in der U-19 von Schottland gegen Kroatien in Rijeka. In der U-21-Nationalmannschaft wurde er insgesamt 15 Mal eingesetzt.